# 발 (하나라)
발(發)은 하나라의 16대 군주이다. 걸의 아버지이다. 일설에는 걸의 형이라고 한다(사기 등에 있듯이 일반적으로 걸의 아버지는 발로 되어 있다).
즉위 후 여러 주변 민족들이 발의 문전에 찾아 오고 춤을 선보였다고 한다.

## 같이 보기
- 우 (하나라)